# 227218 Rényi
(227218) Rényi, denumire internațională (227218) Renyi, este un asteroid din centura principală de asteroizi.

## Descriere
227218 Rényi este un asteroid din centura principală de asteroizi. A fost descoperit pe 5 septembrie 2005 la Piszkesteto de Krisztián Sárneczky. Asteroidul prezintă o orbită caracterizată de o semiaxă mare de 2,38 ua, o excentricitate de 0,20 și o înclinație de 1,4° în raport cu ecliptica.